# Superhot
Superhot — інді-відеогра, шутер від першої особи, розроблена Superhot Team. Ігровий процес побудований на стандартній для шутерів від першої особи механіці, в яких гравець бореться з ворогами використовуючи зброю і підручні предмети, проте час в грі рухається тільки коли рухається гравець, даючи гравцеві можливість оцінити ситуацію і знайти вихід з неї. Ігровий процес при цьому стає схожим на стратегічні ігри. Гра витримана в мінімалістичному стилі, вороги червоного кольору контрастують з білим і сірим фоном.
Гра зародилася на 7 Day FPS Challenge 2013 року, потім була розширена в браузерну демоверсію у вересні 2013. Широке увагу до демоверсії підштовхнуло команду розробників створити повну версію гри. Фінансування було отримано через Kickstarter. Повна версія була випущена для Microsoft Windows, OS X, і Linux 25 лютого 2016, версія для Xbox One очікується в березні 2016, Superhot Team також заявили про плани підтримки пристроїв віртуальної реальності.
Повна версія гри отримала позитивні відгуки, рецензенти відзначили свіжу ідею в жанрі шутерів від першої особи.

## Ігровий процес
Superhot поміщає гравця в мінімалістичне оточення з атакуючими його ворогами. Зброя, підбирається гравцем, має обмежений боєзапас. Після його витрачення гравець повинен шукати інше, або відібрати його у противника. Також гравець може битися в рукопашній, використовувати холодну зброю, або метати у ворогів підручні предмети. Гравець, як і вороги, вмирає з одного попадання, а рівень доводиться починати спочатку. Хоча ігрова механіка типова для більшості шутерів, родзинка гри в тому, що час рухається вперед зі звичайною швидкістю тільки коли гравець рухається або стріляє, в іншому випадку час майже повністю зупиняється. Це відображено в теглайні гри «Час рухається тільки коли рухаєшся ти». Це дає гравцеві можливість вчасно піти з лінії вогню або змінювати свої дії залежно від ситуації.
Спочатку гра була браузерною демоверсією і містила 3 рівні. В процесі розробки повної версії Superhot Team додали сюжетний режим, що містить 30 рівнів, час проходження якого буде порівняно з часом проходження гри Portal. Повна версія містить додаткову зброю, включаючи і холодну зброю. Підручні предмети, такі як більярдні кулі можуть бути запущені на ворогів, а керовані комп'ютером противники мають подібні з гравцем здатності й можуть ухилятися від його куль. Є значна відмінність від попередньої версії — гравець не підіймає автоматично зброя, що знаходиться поруч з ним, і повинен робити це вручну. Це дає можливість самостійно вибрати зброю з навколишнього, або підхопити випало з рук противника. У повній версії поки затиснута клавіша стрибка час сповільнюється, так можна виграти час для планування дій або удару з повітря. Також в повній версії є можливість захоплювати тіла супротивників, яка відкривається ближче до кінця гри.
На додаток до сюжетного режиму, повна версія Superhot містить «нескінченний» (англ. «Endless») режим, в якому гравець грає стільки, скільки він зможе протягнути проти нескінченного потоку ворогів. В «змагальному» (англ. «Challenge») режимі гравці переграють рівні сюжетного режиму з певними вимогами, на кшталт проходження рівня за обмежений час або використання певних видів зброї. Фінальна версія також містить редактор записаних під час гри повторів — це потрібно для створення відеокліпів з можливістю поширення в соціальних мережах або спеціальному сервісі Killstagram.

## Сюжет
Розповідь в Superhot йде на кількох рівнях: гравець керує белетризованій версією самого себе, що працює в командному рядку DOS, отримує повідомлення від свого друга з пропозицією спробувати нову гру superhot.exe, використовувати піратський «crack». Після запуску гравець знищує ворогів на декількох рівнях, після чого гра починає глючити і вилітає.
Далі за сюжетом стає ясно, що перебування гравця в грі виявлено та відстежується кимось, відповідальним за код гри: повідомлення гравця його друга змінюються відразу після введення, і система не тільки безпосередньо звертається до користувача, але і показує, що насправді він перебуває всередині Superhot. Система оповіщає гравця про те, що він не знає наслідків своїх дій, і примушує користувача вийти з гри.
Якщо знову почати гру, система показує гравцю його самого — фігуру з надітим шоломом віртуальної реальності — і змушує гравця вдарити себе в голову. Після цього «гра» знову глючить, і гравець виявляється в чаті і пише, що у нього болить голова. Система знову хоче, щоб користувач припинив грати в Superhot.
Далі система поступається намірам гравця і захоплює його розум, вони підключають і завантажують свої уми в ядро системи. Після цього гравець стає частиною ядра, і стріляє в голову себе самого, стаючи одним з Superhot.
Після титрів гра вітає гравця, і настійно рекомендує розповісти про неї друзям (такими словами як «НАЙБІЛЬШИЙ ІННОВАЦІЙНИЙ шутер […] ЗА ВЕСЬ ЧАС» (англ. «THE MOST INNOVATIVE SHOOTER […] IN YEARS»)) нібито для того, щоб зібрати більше умів в ядро Superhot.

## Розробка
Superhot був розроблений в 2013 році на 7 Day FPS Challenge, в серпні команда отримала тиждень на розробку закінченого робочого прототипу гри. Piotr Iwanicki, керівник проєкту, надихався Time4Cat, Flash-грою, в якій гравець управляє котом, що збирає їжу на завантаженій дорозі; час в ній рухається тільки коли рухається кіт. Він також згадав музичне відео до пісні 2013 року «Bad Motherf * ckers» російської групи Biting Elbows, в якому від першої особи показано як спеціальний агент йде від небезпечної ситуації за допомогою паркуру і віртуозної перестрілки. Команда поєднала ці ідеї в прототипі для Challenge. Назва гри побудовано на прийнятті значень слів «super» і «hot» як «позитивний» і «інтенсивний» для додання грі ефектного образу.
Прототип для Challenge містив тільки три рівні, розміщених на трьох різних комп'ютерах. Щоб встигнути закінчити гру, команда розділила її на 3 різних додатки, назвавши їх епізодами. Пізніше їх об'єднали, випустивши безкоштовну браузерну демоверсію у вересні 2013. Гра також отримала велику увагу гравців, після розміщення на платформі Steam Greenlight. Через тиждень команда отримала схвалення на випуск гри в Steam від Valve: це найшвидше схвалення за весь час роботи Steam Greenlight. Iwanicki визнав позитивну реакцію на демоверсію наслідком очікування гравцями хоч якихось нововведень в стандартній механіці шутерів від першої особи, яка не змінювалася з моменту випуску Doom. Він зазначив, що деякі відгукувалися про Superhot як про головоломку, він же як і раніше вважає її шутером. На думку Iwanicki в головоломках зазвичай є тільки одне рішення задачі і одна нагорода за нього, Superhot ж для проходження випробування пропонує гравцям витратити час на оцінку обстановки і виробити стратегію.
У травні 2014 року, команда розробки запустила компанію в Kickstarter для випуску повної версії Superhot, що включає поліпшення візуальної частини, нові рівні й випробування, і підтримку очок віртуальної реальності Oculus Rift. Після успіху в Steam Greenlight планувалося фінансувати випуск гри через компанію в Kickstarter. Також команда хотіла відполірувати гру перед початком краудфандингової компанії. Полірування полягала в доопрацюванні ігрового процесу, включаючи додавання катани з можливістю розрубувати нею кулі навпіл. Після початку Kickstarter компанії розробники зіткнулися з проблемою; Kickstarter не підтримував створення компаній з Польщі. Це дало команді більше часу на поліпшення гри, потім проблема була вирішена, і вони змогли почати готувати рекламні матеріали для Kickstarter. Kickstarter виконав завдання фінансування проєкту в перший же день, і Superhot team поставили додаткові завдання, які включають поліпшення анімації і режим повтору. Luke Spierewka, програміст з команди розробки, зв'язав успіх Kickstarter компанії з доступністю браузерної демоверсії, що дозволила потенційним фінансують протестувати ідею самостійно. Кампанія завершиться збором понад $ 230,000, даючи можливість команді додати режим New Game Plus. Кліфф Блезінскі став дизайнером рівня для гри, оскільки великому фінансує через Kickstarter давалося право брати участь в розробці режиму арени.
Superhot витримана в стилі мінімалізму художником Marcin Surma. Вона використовує три основних кольори: білий для навколишнього середовища, чорний для об'єктів, з якими можна взаємодіяти, і червоний для ворогів. Набір кольорів був обмежений під час створення демоверсії, щоб зосередиться на розробці ігрового процесу під час 7-day FPS Challenge. Surma, яка не брала участі в Challenge і приєднався до команди після початку доопрацювання гри, погодився з таким рішенням, оскільки це допомагало гравцеві зрозуміти, на чому сфокусуватися, відсікаючи звичайні для шутерів від першої особи відволікаючі моменти. Surma привніс ідею позиціонувати гру як щось, створене в 1990 в період популярності комп'ютерних систем MS-DOS і Amiga; ігрове меню було виконано в стилі Norton Commander, після чого Surma переконав Iwanicki використовувати ідею в грі. Surma вважає, що це продовжить тему контрасту, що проходить через гру: вороги контрастують з оточенням також як тривимірна гра контрастує з текстовими меню.
Ранній прототип гри з підтримкою Oculus Rift virtual reality (VR) був показаний на Electronic Entertainment Expo 2014. Версія з підтримкою віртуальної реальності включає опцію зміну огляду поворотом голови. Журналісти, які грали в демонстраційну версію порівняли відчуття з відчуттями героїв Нео або Морфеуса з фільму Матриця, зазначивши інноваційне використання Rift в порівнянні з іншими іграми, його використовують. Після релізу гри на персональних комп'ютерах Superhot Team заявили про плани випуску версії з підтримкою віртуальної реальності в майбутньому.